# バッド・ウルフ
「バッド・ウルフ」（原題: Bad Wolf）は、イギリスのSFテレビドラマ『ドクター・フー』のシリーズ1第12話。2005年6月11日にBBC Oneで放送された。ともに二部作をなす「わかれ道」は2005年6月18日に放送された。
本エピソードの舞台は2005年のエピソード「宇宙ステーションの悪魔」の100年後である。異星人のタイムトラベラー9代目ドクターとコンパニオンローズ・タイラー、キャプテン・ジャック・ハークネスが秘密裏にコントローラーにより殺人ゲーム番組放送局サテライト5に転送され、コントローラーの背後に潜むダーレク族に戦いを挑む。

## 制作
本作のタイトルは当初 "The Parting of the Ways (Part 1)" として宣伝され、"Part 2" は後にシンプルに "The Parting of the Ways"（邦題: 「わかれ道」）となった。
アンドロイドと未来版ウィーケスト・リンクのコンセプトは、ラッセル・T・デイヴィスが『ドクター・フー』を復活させる2000年ないし2001年に開かれた第２回の会議で設定したものであった。このアイディアは Queer as Folk のアメリカ版の開始のため彼がニューヨーク市を訪れた際、タイムズ・スクエアで巨大なアン・ロビンソンが小さな人間を声で吹き飛ばすスクリーンを目にして思いついた。。
当初制作チームはジャックの臀部を映像に映すつもりであったが、BBCの編集方針部門が介入し、2005年のシリーズで唯一このシーンを却下した。DVDコメンタリーによると、ダーレク艦隊が登場したときに聞こえる音楽はヘブライ語で「何が起きている？」(Mah Kor'ei) と歌うコーラスが入っている。
ラッセル・T・デイヴィスは後のシリーズ（シリーズ2）の伏線となる言葉をアナグラムとしても劇中に盛り込んだ。そのうちの1つはウィーケスト・リンクで大コバルトピラミッドが存在する有名な地球の古代遺跡としてトーチウッド (Torchwood) という語が登場し、これは『ドクター・フー』(Doctor Who) のアナグラムでもある。2006年には現代のカーディフを舞台にして『秘密情報部トーチウッド』という題のスピンオフシリーズが始まり、ジョン・バロウマンが演じるジャック・ハークネスをリーダーにして異常現象や地球外生物を調査する秘密組織が描かれた。

### キャスティング
本作で女性番組スタッフを演じたニシャ・ネイヤーは、1987年のクラシックシリーズ Paradise Towers に出演していた。これにより、彼女は「悲しきスリジーン」に出演したウィリアム・トーマスに続いて、新旧『ドクター・フー』のいずれにも出演した俳優となった。本作でコントローラーを演じたマーサ・コープは後にオーディオドラマ The Nowhere Place のオズウィン大尉と Bedtime Story のタリア役を演じた。ローズと決勝で戦ったロドリックを演じたペーターソン・ジョセフは、後にオーディオ Earth Aid でヴィクター・エスピノーザを演じた。ウィーケスト・リンクから逃げ出したブロフを演じたセバスチャン・アルメストは、後にオーディオ Grand Theft Cosmos でアンダース役を演じた。
Doctor Who Confidential によると、アン・ロビンソンがアンドイロイドの声としてオファーされたものの、彼女は断るだろうと制作チームは考えていた。彼女が承諾したときには既に著名な声真似声優が収録に採用されていた。

### 連続性
バッド・ウルフという言葉は「マネキンウォーズ」を除いてシリーズ1の全ての舞台に登場する。

## 放送と評価
本エピソードのイギリスでの視聴者数は681万人で、シリーズ1で最も低い数字となった。日本では2006年11月21日にNHK衛星第2テレビジョンで初放送され、地上波ではNHK教育テレビジョンにより2007年11月13日に放送された。2011年3月20日には LaLa TV で放送された。
『デジタル・スパイ』誌のデック・ホーガンは「バッド・ウルフ」に好意的な反応を示し、クリストファー・エクルストンとパロディ、スザンナ・コンスタンティンとトリニー・ウッドールの演じた美容整形ロボットを称賛した。gizmodoのアラスター・ウィルキンスはフィナーレに向けての狂気的なエネルギーとローズを失ったエクルストンの感情描写を高評価した。しかし、彼は大衆文化の反映には批判的で、一貫的な風刺を見い出せないとした。『SFX』は「バッド・ウルフ」に10段階評価で9 をつけ、二部作を今シーズンで最高のデイヴィスの作品であると述べ、ユーモラスなパロディとダーレクという種明かしを称賛した。本エピソードのクリフハンガーは批評家からも選び抜かれており、gizmodoのチャーリー・アンダースは『ドクター・フー』の最も偉大なクリフハンガーの1つに列挙し、while Den of Geek　のマーク・ハリソンは9代目ドクターの最高のクリフハンガーに挙げている。また、『デジタル・スパイ』のモーガン・ジェフリーとクリス・アレンも『ドクター・フー』で最高のクリフハンガー5選に選んでいる。ジェフリーは「彼（エクルストン）の在任期間で最高のエピソードではない──トリニーとスザンナのロボットを忘れないでくれ──けれど、クライマックスを外すのは難しいだろう」と綴った。